# Alain Mabanckou
Alain Mabanckou (Pointe-Noire, 24 febbraio 1966) è uno scrittore e poeta congolese (Repubblica del Congo), vincitore nel 2006 del premio letterario Renaudot per il romanzo Memorie di un porcospino.

## Biografia
Alain Mabanckou ha trascorso l'infanzia nella città di Pointe-Noire. Qui ha frequentato il liceo Karl Marx, conseguendo la maturità in lettere e filosofia. Seguendo i desideri della madre, che avrebbe volute per lui una carriera di magistrato o avvocato, inizia a studiare diritto all'Università Marien-Ngouabi di Brazzaville. Grazie a una borsa di studio, all'età di 22 anni riesce ad andare in Francia. Ha già iniziato a scrivere, soprattutto poesie, che nel giro di tre anni inizia a pubblicare.
Laureatosi in diritto presso l'Université de Paris-Dauphine, lavora per dodici anni per la compagnia Suez-Lyonnaise des Eaux. Dopo la pubblicazione del suo primo romanzo Bleu-Blanc-Rouge (1998), premiato con il Grand Prix Littéraire de l'Afrique noire, dedicherà sempre più tempo e risorse alla scrittura, iniziando a pubblicare con regolarità romanzi e poesie. Saranno soprattutto i romanzi a farlo conoscere al grande pubblico, soprattutto Verre cassé, apprezzato unanimemente dalla stampa, dalla critica e dai lettori. Nel 2006 vince il premio Renaudot con il romanzo Memorie di un porcospino. Entrambi i romanzi sono pubblicati in italiano dalla casa editrice Morellini.
Dal 2002 insegna Letteratura Francofona presso l'Università Ann Arbor, e nel 2006 è Visiting Professor presso l'Università della California, Los Angeles (UCLA). Qui diventa docente di ruolo nel 2007, con la cattedra di Letteratura Francofona.
Attualmente vive a Santa Monica, California.
I suoi libri sono tradotti in più di quindici lingue, è il suo romanzo Verre cassé ha avuto numerosi adattamenti per il teatro.
Nel 2007 viene pubblicata da Points-Seuil una sua raccolta di poesie intitolata Tant que les arbres s'enracineront dans la terre, oltre a un libro dedicato allo scrittore James Baldwin, Lettre à Jimmy (Fayard), scritto per il ventesimo anniversario della morte dello scrittore statunitense.
Nel 2008 Alain Mabanckou ha tradotto dall'inglese al francese il libro Beasts of no nation (Bestie senza patria, Einaudi 2006), del giovane talento della letteratura americana Uzodinma Iweala, di origini nigeriane.
Il romanzo Black Bazar (2009, tradotto in italiano dalla casa editrice 66thand2nd) si posiziona tra i primi venti più venduti in Francia secondo le classifiche delle riviste L'Express, Nouvel Observateur e Livres Hebdo.
Nel 2010 debutta nella prestigiosa collezione Blanche della casa editrice Gallimard con il romanzo Domani avrò vent'anni (66thand2nd, 2011), ottenendo anche il premio Georges Brassens.
Nel 2010 viene nominato Cavaliere dell'ordine della Legion d'onore per decreto del Presidente della Repubblica.

## Opere
Romanzi
- 1998 : Bleu-Blanc-Rouge, Présence africaine
- 2000 : L'enterrement de ma mère, Éditions Kaléidoscope
- 2001 : Et Dieu seul sait comment je dors, Présence Africaine
- 2002 : Les Petits-fils nègres de Vercingétorix, Serpent à Plumes
- 2003 : African Psycho, Serpent à Plumes (Ed. italiana 2007, Morellini)
- 2005 : Verre Cassé, Éditions du Seuil, (Ed. italiana 2008, Morellini, nuova edizione "Pezzi di vetro" 2015, 66thand2nd)
- 2006 : Mémoires de porc-épic, Éditions du Seuil, (Ed. italiana 2009, Morellini)
- 2009 : Black Bazar, Éditions du Seuil (Ed. italiana 2010, 66thand2nd)
- 2010 : Demain j'aurai vingt ans, Éditions Gallimard, (Ed. italiana "Domani avrò vent'anni", 2011, 66thand2nd)
- 2012: Tais toi et meurs, Editions La Branche (Ed. italiana "Zitto e muori", 2013, 66thand2nd)
- 2013: Les Lumieres de Pointe Noire, Editions du Seuil (Ed. italiana "Le luci di Pointe Noir", 2014, 66thand2nd)
- 2015: Petit Piment, Éditions du Seuil (Ed, italiana "Peperoncino", 2016, 66thand2nd)
- 2018: Les Cigognes sont immortelles, Éditions du Seuil (Ed, italiana "Le cicogne sono immortali", 2020, 66thand2nd)

Poesia
- 1993 : Au jour le jour, Maison rhodanienne de poésie
- 1995 : La légende de l'errance, Éditions L'Harmattan
- 1995 : L'usure des lendemains, Nouvelles du Sud
- 1997 : Les arbres aussi versent des larmes, L'Harmattan
- 1999 : Quand le coq annoncera l'aube d'un autre jour..., L'Harmattan
- 2007 : Tant que les arbres s'enracineront dans la terre, «Points», Seuil

Saggi
- 2007 : Lettre à Jimmy (James Baldwin), Fayard
- 2009 : L'Europe depuis l'Afrique, Éditions Naive
- 2011: Écrivain et oiseau migrateur, André Versaille éditeur
- 2012: Le Sanglot de l'homme noir, Fayard
- 2016: Lettres noires : des ténèbres à la lumière, Collége de France/ Fayard
- 2016: Le monde est mon langage, Grasset
- 2017: Penser et écrire l'Afrique aujourd'hui, Éditions du Seuil

Antologie
- 2010 : Six poètes d'Afrique francophone (Senghor, Birago Diop, Dadié, Loutard, U Tam'si e Rabemananjara)
- 2013: L'Afrique qui vient (con Michel Le Bris), Éditions Hoëbeke

Libri per ragazzi
- 2010 : Ma Sœur Etoile, Éditions Seuil-Jeunesse

## Riconoscimenti
- Prix de la Société des poètes français, 1995 per L'usure des lendemains
- Grand prix littéraire d'Afrique noire, per il suo primo romanzo Bleu-Blanc-Rouge, 1999
- Prix du roman Ouest-France-Etonnants Voyageurs 2005, per Verre cassé
- Prix des cinq continents de la francophonie 2005, per Verre cassé
- Prix RFO du livre 2005, per Verre cassé
- Premio Renaudot 2006, per Memorie di un porcospino
- Prix de La Rentrée littéraire 2006, per Memorie di un porcospino
- Prix Aliénor d'Aquitaine 2006, per Memorie di un porcospino
- Prix Créateurs Sans Frontières 2007 (Ministero degli esteri francese), per Memorie di un porcospino
- Medaglia d'onore della città di Saint-Jean-d'Angély (Charente-Maritime, Francia), 2004
- Cavaliere della Legion d'onore, 2010.
- Premio Georges Brassens 2010, per Domani avrò vent'anni
- Prix Prince Pier de Monaco 2013 per l'insieme della sua opera
- Finalista del Premio Strega Europeo 2015
- Finalista del Man Booker International Prize nel 2015